# Pedro Manuel Benítez
Pedro Manuel Benítez Arpolda (Luque, 12 gennaio 1901 – Luque, 31 gennaio 1974) è stato un calciatore paraguaiano, di ruolo portiere.

## Carriera

### Nazionali
Partecipò con il Paraguay al Campionato mondiale di calcio 1930 disputando una partita.